# Картье, Жан Батист
Жан Батист Картье (фр. Jean-Baptiste Cartier; 28 мая 1765, Авиньон, Франция — 21 мая 1841, Париж) — французский скрипач-виртуоз, композитор, музыкальный педагог и издатель музыки эпохи классицизма.

## Биография
Сын танцора, получил первые уроки игры на скрипке у священника в Марселе. Получив хорошую подготовку, в 1783 году отправился в Париж.
Учился у Джованни Виотти. Учитель представил его королевскому двору, где Картье работал с 1785 года до революции в качестве скрипача.
Позже какое-то время сам преподавал игру на скрипке и играл в капелле Марии-Антуанетты. В 1791 году Картье был назначен помощником концертмейстера Парижской оперы и занимал эту должность до 1821 года. С 1804 по 1830 год был последовательно членом Musique de Napoléon (1804), затем придворных оркестров королей Людовика XVIII и Карла X.
Обучал многих студентов в консерватории, хотя никогда там не работал. Оказал большое влияние на своих учеников скрипачей благодаря теоретическим трудам, впервые опубликованным в 1798 году и в расширенном 3-м издании в 1803 году. Говорят, что Картье, интересовавшийся музыкой прошлого, имел большую коллекцию редких исторических инструментов.
Автор учебника «Искусство игры на скрипке или Избранное из сонат итальянской, французской и немецкой школ» (Париж, 1798 и 1799).

## Избранные музыкальные сочинения
Картье принадлежат скрипичные сочинения и две оперы. Издал антологию скрипичной музыки XVIII в. (1798) и собрание старинных скрипичных произведений под названием «L’art du violon» (Париж, 1798).
- Вариации арий из опер Гретри, Сальери, Моцарта op. 3
- 6 сонат для скрипки с басом.
- 3 больших дуэта, диалоги и концерты op. 14